# Max Chilton
Max Alexander Chilton (Reigate, 21 april 1991) is een Brits autocoureur die in 2013 en 2014 actief was in de Formule 1 voor het team Marussia. Zijn broer Tom is ook coureur, en komt uit in het WTCC.

## Carrière

### Karting
Chiltons kartingprestaties zijn goed te noemen, ondanks het feit dat hij nooit in de top 10 wist te eindigen in het Super 1 kampioenschap. Zijn beste resultaat was een elfde positie.

### Formule 3
In 2007 stapte Chilton tijdens de tweede race van het seizoen in het Britse Formule 3-kampioenschap, dit omdat hij tijdens het eerste race-weekend nog niet de vereiste leeftijd van 16 jaar had bereikt. Hij weet dit seizoen geen punten te scoren, en zijn beste klassering is een elfde positie op het circuit Brands Hatch.
Het volgende seizoen stapt Chilton opnieuw in hetzelfde kampioenschap. Hij weet dit seizoen wel punten te scoren, en boekt 2 podia. Zijn tiende plaats in het kampioenschap stelt echter teleur.
Ook in 2009 komt Chilton uit in hetzelfde kampioenschap, en verbetert zich opnieuw. Hij pakt 4 polepositions, en wint 2 races. Zijn vierde positie in het kampioenschap is dan ook goed te noemen.

### Formule Renault 3.5 Series
In 2009 rijdt Chilton ook 1 race in de Formule Renault 3.5 Series. Hij komt uit tijdens de Grand Prix van Monaco. Hij weet niet te finishen, en wordt uiteindelijk als veertigste geclassificeerd in het kampioenschap.

### GP2 Asia Series
Het seizoen 2009/2010 heeft Chilton onderdak gevonden in de GP2 Asia Series. Hij staat onder contract bij het Addax team.

### GP2 Series
In 2010 zal Chilton ook uitkomen in de GP2 Main Series, voor het Ocean Racing Technology team.

### Formule 1
Omdat Chilton in 2012 voor het GP2-team van het Formule 1-team Marussia rijdt, mag hij samen met zijn teamgenoot Rio Haryanto testen voor het team tijdens de Young Drivers Test op Magny-Cours. Dit deed hij zo verdienstelijk dat hij de officiële testrijder van het team werd. Tijdens de Grand Prix van Abu Dhabi mag Chilton voor het eerst in actie komen tijdens een Formule 1-weekend als vrijdagtestrijder.
Op 18 december 2012 werd bekend dat Chilton in 2013 debuteert voor het team van Marussia om de naar Caterham vertrokken Charles Pic te vervangen.
op 11 januari 2014 werd bekendgemaakt dat Max Chilton bij Marussia blijft. Hij kon het seizoen echter niet afmaken na een zwaar ongeluk van teamgenoot Jules Bianchi, waarbij hij in coma raakte, en het faillissement van Marussia na de Grand Prix van Rusland.

### Goodwood festival of Speed
in zijn laatste warm-up zette hij het  onofficielle record neer van 39.140 sec in de Hillclimb aldaar in de McMurtry Spéirling, in de shootout breekt hij het record van 1999 gezet door Nick Heidfeld destijds 41.6 seconden naar 39.081 seconden.

## Formule 1-carrière
| Jaar/Jaren    | Team     |
| ------------- | -------- |
| 2013 t/m 2014 | Marussia |

|                       | 2013 | 2014* | Totaal |
| --------------------- | ---- | ----- | ------ |
| Aantal races          | 19   | 16    | 35     |
| Aantal zeges          | 0    | 0     | 0      |
| Aantal pole-positions | 0    | 0     | 0      |
| Aantal snelste ronden | 0    | 0     | 0      |
| Aantal podiumplaatsen | 0    | 0     | 0      |
| Aantal WK-punten      | 0    | 0     | 0      |
| Eindstand WK          | 23   | 21    |        |

### Totale Formule 1-resultaten
| Seizoen | Inschrijving     | Chassis         | Motor                  | 1      | 2      | 3      | 4      | 5      | 6      | 7       | 8      | 9      | 10     | 11     | 12     | 13      | 14     | 15     | 16      | 17     | 18     | 19     | 20  | Pos | Punten |
| ------- | ---------------- | --------------- | ---------------------- | ------ | ------ | ------ | ------ | ------ | ------ | ------- | ------ | ------ | ------ | ------ | ------ | ------- | ------ | ------ | ------- | ------ | ------ | ------ | --- | --- | ------ |
| 2012    | Marussia F1 Team | Marussia MR01   | Cosworth CA2012 2.4 V8 | AUS    | MAL    | CHN    | BHR    | SPA    | MON    | CAN     | EUR    | GBR    | DUI    | HON    | BEL    | ITA     | SIN    | JPN    | KOR     | IND    | ABU TC | VST    | BRA | -   | -      |
| 2013    | Marussia F1 Team | Marussia MR02   | Cosworth CA2013 2.4 V8 | AUS 17 | MAL 16 | CHN 17 | BHR 20 | SPA 19 | MON 14 | CAN 19  | GBR 17 | DUI 19 | HON 17 | BEL 19 | ITA 20 | SIN 17  | KOR 17 | JPN 19 | IND 17  | ABU 21 | VST 21 | BRA 19 |     | 23  | 0      |
| 2014    | Marussia F1 Team | Marussia MR1803 | Ferrari 059/3 1.6 V6   | AUS 13 | MAL 15 | BHR 13 | CHN 19 | SPA 19 | MON 14 | CAN DNF | OOS 17 | GBR 16 | DUI 17 | HON 16 | BEL 16 | ITA DNF | SIN 17 | JPN 18 | RUS DNF | VST    | BRA    | ABU    |     | 21  | 0      |